# Bataillon des Pionniers Noirs
Le Bataillon des Pionniers Noirs est un régiment constitué sous le Consulat par arrêté le 21 floréal an XI (11 mai 1803) à Mantoue. Jusqu'en 1809, il est composé principalement d'Antillais guadeloupéens et haïtiens (soldats et quelques officiers) anciens partisans de Toussaint Louverture. 148 déportés de Corse sont affectés en 1807 au Bataillon 
Mis au service du royaume de Naples en 1806, il est connu sous le nom de Royal Africain (en italien Real Africano). On peut estimer à un millier les soldats qui servirent dans ce régiment.

## Création et différentes dénominations
- 10 mai 1803 : création à Mantoue par le regroupement de troupes noires séjournant en France provenant du Bataillon de Chasseurs africains dissous et des compagnies d'hommes de couleur regroupant des anciens partisans de Toussaint Louverture envoyés en France et chargés de travaux dans les îles (Hyères, Aix et Oléron) et en Corse.
- 14 août 1806 : décret impérial le mettant au service du royaume de Naples
- 10 novembre 1806 : réorganisé en régiment d’infanterie de ligne sous le nom de régiment « Royal Africain »
- 17 décembre 1810 : 7e régiment d'infanterie de ligne du royaume de Naples
- Avril 1813 : il est reconstitué à Naples avec des recrues européennes sous le nom de Prince Lucien alors que les éléments du vieux 7e restent dans Dantzig.
- 1815 : dissolution

## Colonels/chef-de-brigade
- 2 mai 1803, chef de bataillon Joseph Damingue, Noir né à Cuba, dit Hercule, blessé à Fiume
- 19 décembre 1805, chef de bataillon Jean-Rémi Guyard
- 1811, colonel Macdonald

Colonels tués ou blessés en commandant le régiment pendant la période du 9 décembre 1805 au 10 août 1806 : 1
Officiers blessés ou tués : 14
Officiers tués : 1
Officiers morts de leurs blessures : 2
Officiers blessés : 10

## L'affaire du drapeau
Lors de la création des Aigles remises après le Sacre à chaque régiment tous les reçoivent sauf les Pionniers Noirs qui ont droit à une pique. Hercule écrit à l’Empereur pour protester. Les Pionniers Noirs la reçoivent quelques jours après et la conservent longtemps après être passés au service de Naples démontrant un attachement et une fidélité exemplaire. Ils l’abandonnent en janvier 1811 à la suite d'un rapport de leur colonel.

## Historique des garnisons, combats et batailles du Bataillon des Pionniers Noirs
- 1803 : Mantoue. Il est affecté à des travaux de fortifications dans le Frioul et en Vénétie.
- 19 décembre 1805 : Fiume
- mai à juillet 1806 : siège de Gaète
- septembre 1806 : à la poursuite de Fra Diavolo sous les ordres du major Joseph Léopold Sigisbert Hugo. Combat de Boiano
- octobre 1808 : prise de Capri
- Campagne de Russie, division napolitaine de la Grande Armée : entre septembre et décembre 1812, il atteint Dantzig et constitue avec les 5e et 6e de ligne napolitains la 33e division sous le commandement du Général Florestano Pepe et va assurer la défense de la ville. Assiégée par les Russes, la ville va soutenir un siège très dur et ne capitule que le 29 novembre 1813.
- Bataille de Leipzig